# Новогрудская епархия
Новогру́дская епа́рхия (бел. Навагрудская епархія) — епархия Белорусского экзархата. Территория епархии включает Дятловский, Кореличский, Новогрудский и Слонимский районы Гродненской области.
Кафедральный город — Новогрудок, кафедральный собор — Свято-Никольский (Новогрудок), Спасо-Преображенский (Слоним). Основана в 1415 году, восстановлена 18 февраля 1992 года.
Насчитывает (2005): 97 приходов; 92 священнослужителя (82 священника, 5 диаконов).

## Епископы
Новогрудское викариатство Пинской епархии
- Афанасий (Мартос) (8 марта 1941—1944) в/у, еп. Витебский

Новогрудское викариатство Минской епархии
- Константин (Горянов) (16 июня 1991 — 19 февраля 1992)

Новогрудская епархия
- Константин (Горянов) (19 февраля 1992 — 17 июля 1996)
- Гурий (Апалько) (c 4 августа 1996)

## Благочиннические округа
По состоянию на октябрь 2022 года:
- Дятловский
- Кореличский
- Новогрудский
- Слонимский
- Монастырский

## Монастыри
- Слонимский Благовещенский монастырь (женский; Слоним)
- Зосимо-Савватиевский монастырь (мужской; деревня Великая Кракотка, Слонимский район)
- Свято-Елисеевский Лавришевский монастырь (мужской; деревня Гнесичи, Новогрудский район)

Также на территории епархии расположен ставропигиальный Свято-Успенский Жировичский монастырь, непосредственно подчиненный Патриаршему экзарху всея Беларуси.